# Ganz in Weiß
Ganz in Weiß ist der Titel eines Millionensellers des deutschen Schlagersängers Roy Black, der inmitten der Beatwelle zum erfolgreichsten Titel des Jahres 1966 in Deutschland wurde.

## Entstehungsgeschichte
Roy Black wurde am 20. August 1964 bei einem Auftritt mit seiner Begleitband „Canons“ durch Polydor-Produzent Hans Bertram entdeckt und am 1. September unter Vertrag genommen. Die erste Single Sweet Baby mein / My Little Girl (Polydor #52400) blieb von der Öffentlichkeit jedoch weitgehend unbeachtet; lediglich 1.200 Exemplare wurden verkauft. Der Durchbruch gelang schließlich im April 1965 mit der Veröffentlichung der Single Du bist nicht allein / Glaube an mich (#52475). Diese gelangt bis auf Platz vier der deutschen Hitparade und wird über 800.000 Mal verkauft.
Deutschsprachige Schlager hatten in jener Zeit nur geringe Chancen, beim jugendlichen Publikum akzeptiert zu werden. Von den 30 Nummer-eins-Hits des Jahres 1966 waren lediglich sechs (also 20 %) eine deutsche Produktion, darunter auch Ganz in Weiß. Zehn Jahre zuvor gab es noch umgekehrte Verhältnisse, denn unter den wieder 30 Tophits des Jahres 1956 war nur eine ausländische Produktion vertreten.
Roy Blacks Titel sprach aber insbesondere das kaufkräftige erwachsene Publikum an. Buchautor Arno Löb bietet einen weiteren Erklärungsversuch für den gegen den Musiktrend gerichteten Erfolg. Die Anfangserfolge von Roy Black waren insbesondere auf Elisabeth Bertram, der Ehefrau des Managers, zurückzuführen. Diese hatte bei Radio Luxemburg als Moderatorin großen Einfluss auf das Programm und ließ die Platten ihres Mannes bevorzugt spielen.
Roy Black-Manager Hans Bertram erhielt eine Demoaufnahme vom Titel Ganz in Weiß / Ich suche Dich, dessen A-Seite von einer geträumten Romantik-Hochzeit in weißer Kleidung handelt. Die Verse vom routinierten Schlagertexter Kurt Hertha und die Musik von Rolf Arland (schrieb für Black insgesamt 39 Titel) wurden von dessen Sohn Henry Arland zu einer geigenbetonten Melodie zusammengeführt. Die Aufnahmen waren für Roy Black anstrengend, so dass er sehr schnell außer Atem geriet.

## Veröffentlichung und Erfolg

Roy Black - Ganz in Weiß

Eine Woche nach seiner Veröffentlichung im Januar 1966 (Polydor #52587) wurden bereits 80.000 Exemplare vermarktet, nach zwei Wochen war dieser Umsatz verdoppelt. Insgesamt wurde die Platte 2,5 Millionen Mal verkauft, davon alleine in Deutschland über eine Million Mal, womit es zu den meistverkauften Singles in Deutschland zählt. In Deutschland erhielt Black für den Erfolg von Ganz in Weiß eine Platin-Schallplatte von seinem Musiklabel überreicht. Am 5. Februar 1966 gelangte der Titel in die deutsche Hitparade, am 12. März 1966 erreicht er dort den ersten Rang, den er bis 26. März 1966 innehatte. Eine Woche danach lösten ihn die Rolling Stones vom ersten Rang ab. In den Top 10 war am 19. März 1966 außer Roy Black lediglich ein einziger weiterer deutscher Titel vertreten. Der Titel war außerdem auf dem 1966 erschienenen Musikalbum Roy Black (Polydor #249057) enthalten, das auf dem zweiten Platz der deutschen Albumcharts notiert wurde.
Das Lied blieb auch in den folgenden Jahrzehnten, als Roy Blacks musikalischer Erfolg oft ausblieb, sein Markenzeichen. Dann erschien er ungezählte Male mit seinem Mercedes auf Hochzeiten von Fabrikantentöchtern und sang mit Widerwillen wie gewünscht Ganz in Weiß.

## Coverversionen
Von Ganz in Weiß gibt es mindestens 21 Coverversionen. Von Roy Black selbst existiert auch eine englische Version mit dem Titel I Need You aus dem Jahre 1966 sowie eine italienische Version mit dem Titel Grazie mille (ebenfalls 1966). Östen Warnerbring veröffentlichte 1966 eine schwedische Version mit dem Titel En sommardröm. Deutsche Coverversionen erschienen unter anderem von Fred Frohberg (1995), Frank Zander (2005), Dieter Thomas Kuhn (2007) und Der Familie Popolski (2008). Die deutsche Punk-Band Heiter bis Wolkig veröffentlichte 1992 eine Persiflage unter dem Titel Ganz in Schwarz, Geier Sturzflug verwandte die Melodie 2004 für ihr Lied Arbeitslos. Die Grindcore-Band Excrementory Grindfuckers veröffentlichte auf ihrem im Mai 2004 veröffentlichten Album Fertigmachen, Szeneputzen! zwei Parodien mit dem Titel Ganz in Grind, von der eine ihrem Nebenprojekt Nebelmacht zugeschrieben wurde und sich musikalisch an nordischem Black Metal orientiert und die andere akustisch gehalten ist.